# Ferusa
En la mitología griega, Ferusa (Φέρουσα / Pherusa, Pherousa: «la que lleva»; en la Ilíada, con la forma Φέρουσά) es una de las Nereidas, las cincuenta hijas de Nereo (dios del Mar) y Doris (oceánide). 
Ferusa y su hermana Dinamene generan grandes olas en el océano. 
Ferusa es nombrada en la Teogonía, en la Biblioteca mitológica, en las Fábulas de Higino y en la Ilíada.